# Warren Bernhardt
Warren Bernhardt (12. listopadu 1938, Wausau, Wisconsin, USA – 19. srpna 2022) byl americký jazzový klavírista. Jeho otec byl klavírista a tak se Warren Bernhardt hře na tento nástroj věnoval již od dětství. Svou profesionální hudební kariéru zahájil roku 1961, když se stal členem sextetu saxofonisty Paula Wintera. Během své kariéry nahrál několik vlastních alb a spolupracoval s mnoha dalšími hudebníky, mezi které patří například Pat Martino, Art Farmer, Tony Levin, Kenny Burrell a Mike Mainieri.